# Гері Шмідт
Гері Шмідт (англ. Gary D. Schmidt, 1957, Хіксвілл, штат Нью-Йорк, США) — американський автор художніх книг для дітей та молоді.
Гері Шмідт викладає англійську в Келвін-коледжі, штат Мічиган. За книгу «Битви по середах» він отримав медаль Джона Ньюбері, одну з найпрестижніших американських нагород в області дитячої літератури.

## Вибрана бібліографія
- The Sin Eater (Dutton Publishers; New York; 1996)
- The Blessing of the Lord (Eerdmans; 1997)
- William Bradford: Plymouth's Faithful Pilgrim (Eerdmans Publishing Company; Grand Rapids; 1999)
- Anson's Way (Clarion Books; New York; 1999)
- Ciaran: The Tale of a Saint of Ireland (Eerdmans Publishing Company; Grand Rapids, MI; 2000)
- Mara's Stories (Henry Holt; New York; 2001)
- Lizzie Bright and the Buckminster Boy[en] (New York; Clarion Books; 2004)
- In God's Hands (Jewish Lights Publications; Woodstock, Vermont; 2005)
- First Boy[en] (Henry Holt; New York; 2005)
- The Wednesday Wars[en] (Clarion Books; New York; 2007)
- Trouble (Clarion Books; New York; 2008)
- Straw into Gold  (Clarion; 2009)
- Okay for Now[en] (Clarion Books; New York; 2011)
- What Came from the Stars (Clarion Books; New York; 2012)
- Martín de Porres: The rose in the desert (Clarion; 2012)
- Orbiting Jupiter[en] (Clarion; 2015)
- Pay Attention, Carter Jones (Clarion; 2019)
- Just Like That (Clarion; 2021)[6]